# Giuseppe D'Annibale
Giuseppe D'Annibale (Borbona, 22 settembre 1815 – Borbona, 18 luglio 1892) è stato un cardinale italiano, nonché celebre moralista.

## Biografia
Nacque a Borbona il 22 settembre 1815 da umile famiglia; la sua unica sorella ebbe un figlio, Federico Tedeschini, che fu elevato anche lui agli onori della porpora nel 1935.
Il 12 agosto 1881 fu nominato vescovo titolare di Caristo.
Papa Leone XIII lo elevò al rango di cardinale nel concistoro dell'11 febbraio 1889; il 27 maggio seguente ricevette la berretta cardinalizia con il titolo dei Santi Bonifacio e Alessio. Il 22 giugno 1890 divenne fu nominato prefetto della Congregazione per le indulgenze e le sacre reliquie.
Morì il 18 luglio 1892 all'età di 76 anni. Nel 1935 i resti furono solennemente traslati nella chiesa di Santa Maria Nuova di Borbona e posti in una urna.
Fu giurista e soprattutto moralista; egli muove nell'indirizzo e nelle direttive probabilistiche e benigniste di sant'Alfonso Maria de' Liguori, spesso con notevole finezza psicologica. La sua Summula in più d'un punto ha influito sul Codex iuris canonici, che ha accolto la soluzione da essa patrocinata.

## Opere
- In Costitutionem Apostolicae Sedis, qua censurae latae sententiae limitantur Commentarii editi iussu illmi et remi Fr. Aegidii Mauri episcopi Reatini ad usum sacerdotum suae dioecesis, Rieti, 1873
- Summula theologiae moralis ad usum seminarii Reatini auctore I. D'Annibale cathedralis basilicae Reatinae canonico, Vol. I-III, Rieti 1874-76

## Genealogia episcopale
La genealogia episcopale è:
- Cardinale Scipione Rebiba
- Cardinale Giulio Antonio Santori
- Cardinale Girolamo Bernerio, O.P.
- Arcivescovo Galeazzo Sanvitale
- Cardinale Ludovico Ludovisi
- Cardinale Luigi Caetani
- Cardinale Ulderico Carpegna
- Cardinale Paluzzo Paluzzi Altieri degli Albertoni
- Papa Benedetto XIII
- Papa Benedetto XIV
- Cardinale Enrico Enriquez
- Arcivescovo Manuel Quintano Bonifaz
- Cardinale Buenaventura Córdoba Espinosa de la Cerda
- Cardinale Giuseppe Maria Doria Pamphilj
- Papa Pio VIII
- Papa Pio IX
- Cardinale Raffaele Monaco La Valletta
- Cardinale Giuseppe D'Annibale